# Христо Стоянов (политик, 1930)
Вижте пояснителната страница за други личности с името Христо Стоянов.
Христо Николов Стоянов е български политик от Българската евролевица.

## Биография
Роден е на 19 април 1930 г. в плевенското село Беглеж. През 1954 г. завършва ВМЕИ в София. Между 1954 и 1956 г. работи като инженер към системата на Държавните земеделски стопанства. В периода 1956-1979 г. е научен работник в Научноизследователски институт по механизация и електронизация на селското стопанство. От 1979 г. е директор на института, като през това време става професор. От 1992 до 1994 г. се занимава с частен бизнес. През 1997 г. е избран за заместник-председател на XXXVIII НС, като член на Българската евролевица. Пенсионира се през 2001 г.